# Crkva sv. Trojstva kod Nerežišća
Crkva sv. Trojstva nalazi se kod Nerežišća na Braču.

## Opis
Crkva sv. Trojstva smještena je na uzdignutom humku u nerežiškom polju jugozapadno od Jurjeva brda. U 17. stoljeću uz nju su boravili pustinjaci, a kasnije poljički svećenici glagoljaši. Jednobrodna građevina s polukružnom apsidom presvođena je bačvastim svodom. Na pročelju je uzidana kamena rozeta i tranzena, a vrh zabata pročelja je kamena preslica. U 19. st. je ožbukana s naglašenim ugaonim kamenjem i polukružno zasvedenim ulazom. Po morfološkim odlikama ubraja se u jednostavne romaničke građevine 12. st.

## Zaštita
Pod oznakom Z-4780 zavedena je kao nepokretno kulturno dobro - pojedinačno, pravna statusa zaštićena kulturnog dobra.

## Vanjske poveznice
|  | Zajednički poslužitelj ima još gradiva o temi Crkva sv. Trojstva kod Nerežišća |